# Mantas (együttes)
A Mantas egy amerikai death metal zenekar volt, melyet Chuck Schuldiner énekes/gitáros, Kam Lee dobos/énekes és Rick Rozz gitáros alapított 1983-ban és mindössze egy évig működött. Egyetlen ötszámos demót készítettek Death by Metal címmel Chuck-ék házának garázsában, mely a death metal zenei stílus egyik első hanganyagának számít.
A csapat feloszlása után a Mantas tagjaival alakult meg 1984-ben a death metal stílus egyik legelismertebb zenekara a Death. Lee és Rozz később egy másik jelentős floridai death metal együttesben, a Massacre-ben is játszottak.

## Külső hivatkozások
- Chuck Schuldiner hivatalos oldal